# Kang Soo-il
Kang Soo-il (강수일?, 姜修一?; 15 luglio 1987) è un calciatore sudcoreano, attaccante dell'Ansan Greeners.